# Khargone
Khargone ist eine Stadt im indischen Bundesstaat Madhya Pradesh. Die Stadt befindet sich im Süden des Bundesstaates.
Die Stadt ist das Verwaltungszentrum des gleichnamigen Distrikt Khargone. Khargone hat den Status eines Municipal Council. Die Stadt ist in 40 Wards (Wahlkreise) gegliedert.

## Demografie
Die Einwohnerzahl der Stadt liegt laut der Volkszählung von 2011 bei 138.291 und die der Metropolregion bei 133.368. Khargone hat ein Geschlechterverhältnis von 947 Frauen pro 1000 Männer und damit einen für Indien üblichen Männerüberschuss. Die Alphabetisierungsrate lag bei 81,9 % im Jahr 2011 und damit deutlich über dem regionalen und nationalen Durchschnitt. Knapp 62 % der Bevölkerung sind Hindus, ca. 37 % sind Muslime und ca. 1 % gehören einer anderen oder keiner Religion an. 13,0 % der Bevölkerung sind Kinder unter 6 Jahren.

## Klima
Das Klima in Khargone bildet einen Übergang zwischen einem trockenen Klima und einem feuchten subtropischen Klima. Es gibt drei Jahreszeiten: Sommer, Monsunzeit und Winter. Die Sommer in dieser Region sind extrem heiß mit Temperaturen deutlich über 40 Grad, trocken und dauern von Mitte März bis Mitte Juni, gefolgt von der Monsunzeit.

## Wirtschaft
Ein großer Teil der Bevölkerung lebt direkt oder indirekt von der Landwirtschaft. Die Stadt ist bekannt für den Anbau und den Handel von Chilischoten und Baumwolle.